# SBS배 세계바둑최강전
SBS배 세계바둑최강전은 대한민국, 중국, 일본의 1991년 SBS의 개국을 기념하여 이벤트 기전으로 열린 SBS배 세계 바둑 최강전의 후속 기전이다.

## 대회 일정
| 구분             | 일정                               | 장소                 |
| ---------------- | ---------------------------------- | -------------------- |
| 개막식           |                                    | 서울 힐튼호텔 국화룸 |
| 1차전            | 1991년 12월 9일 ~ 1991년 12월 15일 | 서울 힐튼호텔 국화룸 |
| 2차전            | 1992년 1월 12일 ~ 1992년 1월 18일  | 서울 힐튼호텔 국화룸 |
| 3차전            | 1992년 2월 25일 ~ 1992년 2월 26일  | 서울 힐튼호텔 국화룸 |
| 시상식 및 폐막식 |                                    | 서울 힐튼호텔 국화룸 |

## 출전 기사 명단
각 국 기사는 순번임 
- 일본: 미야자와 고로, 요다 노리모토, 아와지 슈조, 린하이펑, 다케미야 마사키
- 대한민국: 유창혁, 서능욱, 이창호, 서봉수, 조훈현
- 중국: 차오다위안, 위빈, 류사오광, 마샤오춘, 녜웨이핑

## 대국 결과
| 대국       | 연도   | 대국일자  | 차전  | 대국장소             | 승자                            | 패자                             | 결과              | 기보                             | 비고                         |
| ---------- | ------ | --------- | ----- | -------------------- | ------------------------------- | -------------------------------- | ----------------- | -------------------------------- | ---------------------------- |
| 1          | 1991년 | 11월 25일 | 1차전 | 서울 힐튼호텔 국화룸 | 유창혁 五단 (한국 5장)          | 고마쓰 히데키 七단 (일본 5장)    | 231수 흑 불계승   |                                  |                              |
| 2          | 1991년 | 11월 25일 | 1차전 | 서울 힐튼호텔 국화룸 | 유창혁 五단 (한국 5장)          | 차오다위안 九단 (중국 5장)       | 247수 흑 3집반승  |                                  |                              |
| 3          | 1991년 | 11월 26일 | 1차전 | 서울 힐튼호텔 국화룸 | 유창혁 五단 (한국 5장)          | 요다 노리모토 八단 (일본 4장)    | 228수 백 2집반승  |                                  | 유창혁 五단 3연승            |
| 4          | 1991년 | 11월 26일 | 1차전 | 서울 힐튼호텔 국화룸 | 위빈 九단 (중국 4장)            | 유창혁 五단 (한국 5장)           | 191수 백 반집승   |                                  |                              |
| 5          | 1991년 | 11월 28일 | 1차전 | 서울 힐튼호텔 국화룸 | 위빈 九단 (중국 4장)            | 다케미야 마사키 九단 (일본 3장)  | 175수 백 8집반승  |                                  | 위빈 九단 2연승              |
| 6          | 1991년 | 11월 28일 | 1차전 | 서울 힐튼호텔 국화룸 | 서능욱 九단 (한국 4장)          | 위빈 九단 (중국 4장)             | 224수 백 불계승   |                                  |                              |
| 7          | 1991년 | 11월 29일 | 1차전 | 서울 힐튼호텔 국화룸 | (故)가토 마사오 九단 (일본 2장) | 서능욱 九단 (한국 4장)           | 255수 백 19집반승 |                                  |                              |
| 8          | 1991년 | 11월 29일 | 1차전 | 서울 힐튼호텔 국화룸 | 류샤오광 九단 (중국 3장)        | (故)가토 마사오 九단 (일본 부장) | 203수 흑 불계승   |                                  |                              |
| 9          | 1992년 | 2월 7일   | 2차전 | 서울 힐튼호텔 국화룸 | 이창호 五단 (한국 3장)          | 류샤오광 九단 (중국 3장)         | 199수 흑 불계승   | [ 깨진 링크 ( 과거 내용 찾기 ) ] |                              |
| 10         | 1992년 | 2월 7일   | 2차전 | 서울 힐튼호텔 국화룸 | 린하이펑 九단 (일본 주장)       | 이창호 五단 (한국 3장)           | 270수 백 3집반승  | [ 깨진 링크 ( 과거 내용 찾기 ) ] | 린하이펑 九단 2연승          |
| 11         | 1992년 | 2월 8일   | 2차전 | 서울 힐튼호텔 국화룸 | 린하이펑 九단 (일본 주장)       | 마샤오춘 九단 (중국 부장)        | 293수 흑 반집승   |                                  |                              |
| 12         | 1992년 | 2월 8일   | 2차전 | 서울 힐튼호텔 국화룸 | 서봉수 九단 (한국 부장)         | 린하이펑 九단 (일본 주장)        | 242수 흑 5집반승  |                                  |                              |
| 13(최종국) | 1992년 | 2월 9일   | 2차전 | 서울 힐튼호텔 국화룸 | 서봉수 九단 (한국 부장)         | 녜웨이핑 九단 (중국 주장)        | 256수 백 불계승   |                                  | 서봉수 九단 2연승 한국 우승! |

## 대회 결과
대한민국 우승 (7승 3패, 조훈현 9단(한국 주장)은 출전하지 않음), 중국 준우승 (3승 5패), 일본 3위 (3승 5패)